# Sechellophryne gardineri
Sechellophryne gardineri – gatunek płaza bezogonowego z rodziny seszelkowatych (Sooglossidae).

## Występowanie
Jest endemitem Seszeli zamieszkującym wyspy Mahé i Silhouette. Preferuje tereny lesiste na wysokości od 150 do 990 m n.p.m. Preferuje wilgotne i skaliste obszary. 

## Charakterystyka

### Wygląd
Osiąga około 11 mm długości. Głowa jest płaska i szeroka. Ma także duże oczy oraz spiczasty pysk. Nozdrza znajdują się bliżej czubka pyska.
W ubarwieniu dominują odcienie czerni oraz brązu. Jej grzbiet jest zazwyczaj brązowy. Większość osobników ma czarny pas na grzbiecie, jednak zdarzają się osobniki z białym pasem. Ma czarny brzuch z szarymi plamami. Tęczówka oka jest żółta.

### Styl życia
Wydaje charakterystyczny okrzyk w postaci pojedynczego gwizdu lub pisku, który trwa około 0,1–0,2 sekundy. Dźwięk mieści się w zakresie 4225–6767 Hz.
Składa jaja na ziemi, zwykle od 8 do 16. Rozmnażanie może odbywać się przez cały rok.

## Status zagrożenia
Gatunek ten jest zagrożony, a jego populacja ciągle maleje. Głównymi przyczynami tego trendu są zmiany klimatyczne oraz utrata siedlisk spowodowana działalnością człowieka.